# Walderddrossel
Die Walderddrossel (Zoothera salimalii) ist eine Singvogelart aus der Familie der Drosseln (Turdidae). Das Artepitheton ehrt den indischen Ornithologen Salim Ali (1896–1987).

## Merkmale
Die Walderddrossel erreicht eine Körperlänge von 25 bis 27 cm. Sie ähnelt der Felserddrossel (Zoothera mollissima), der Sichuanerddrossel (Zoothera griseiceps) und in einem geringeren Ausmaß der Dixonerddrossel (Zoothera dixoni). Verglichen mit der erstgenannten Art ist der Schnabel deutlich länger und tiefer, der Schnabelfirst gewölbter, der Haken länger und der Rand des Unterschnabels mehr gewölbt. Die Färbung des Schnabels ist gewöhnlich vollständig oder nahezu dunkel, einschließlich der Unterkieferbasis, während sie bei der Dixondrossel gewöhnlich blassrosa und bei der Felserddrossel gelblich ist. Die Schnabelborsten der Walderddrossel sind gewöhnlich länger, dicker, schwärzer und hervorstehender als bei der Felserddrossel. Die Flügel, die Handschwingen, die Läufe und der Schwanz sind kürzer, der Schnabel ist größer und die Hinterklaue ist länger als bei der Felserddrossel. Die Nasenlochbefiederung ist dichter, lockerer und umfangreicher als bei der Dixondrossel. Die Sichuanerddrossel erscheint aufgrund ihres großen Kopfes und ihrer Gesamtlänge kurzschnabeliger als die Walderddrossel, während die Walderddrossel aufgrund ihres sehr kurzen Schwanzes und ihrer kurzen Beine untersetzter ist. Der Oberkopf der Walderddrossel ist mehr rötlichbraun. Brust und Unterseite weisen ein hervorstehendes Wellenmuster wie bei der Sichuanerddrossel auf. Der Nacken ist etwas heller als der Oberkopf. Die Ohrdecken sind fleckiger als bei der Sichuanerddrossel und weisen dunkle und helle Bereiche auf. Die Zügel, der Unteraugenstreif und der Bartstreif sind dunkler und kontrastierender als bei Sichuanerddrossel. Verglichen mit der Dixondrossel hat die Walderddrossel einen kräftigeren Schnabel, einen kürzeren Schwanz und Lauf und mehr einfarbige Ohrdecken, Flügeldecken, Handdecken und Handschwingenränder. Der Bauch und die Unterschwanzdecken sind kräftiger markiert und weniger weiß als bei der Dixondrossel. Die dunklen Markierungen an den Flanken sind schmaler und sichelförmiger als bei der Dixondrossel. Der Unterschwanz hat mehr kontrastierende und kleinere weiße Flecken.

## Systematik
Zoothera salimalii gehört zum Artkomplex von Zoothera mollissima. 2016 wurde Zoothera griseiceps, ehemals eine Unterart von Zoothera mollissima, in den Artstatus erhoben und Zoothera salimalii als eigenständige Art beschrieben.

## Verbreitungsgebiet
Die Walderddrossel hat ein großes Verbreitungsgebiet von über 20.000 km². Es erstreckt sich über Indien, Nepal, China, Myanmar, Bhutan und Vietnam.

## Lebensraum
Die Walderddrossel bewohnt verschiedene Formen von Lebensräumen, darunter im indischen Bundesstaat Arunachal Pradesh alte, primäre Nadelwälder mit Rhododendren, Laubbäume, üppiges Unterholz und Kräuter in Höhenlagen von 3430 bis 3800 m, jedoch selten bis zur Baumgrenze bei 4200 m. In Westbengalen kommt sie zwischen 3200 und 3650 m vor. In Teilen der chinesischen Provinz Yunnan bewohnt sie Steilhänge mit Bambus und Rhododendren, Felsaufschlüsse mit vereinzelten Nadelbäumen ab oder knapp oberhalb der oberen Baumgrenze bei 3350 bis 3500 m, anscheinend jedoch nicht darunter. In anderen Regionen in Yunnan bewohnt sie Wälder, die von der Delavays Tanne (Abies delavayi) dominiert sind, in Höhenlagen bis 3850 m. Außerhalb der Brutzeit bevorzugt Zoothera salimalii offenbar Laubwälder in Höhenlagen zwischen 1400 und 3200 m. Jedoch gibt es aus dieser Periode nur wenige detaillierte Daten.

## Wanderungen
Das Wanderverhalten der Walderddrossel ist bisher kaum erforscht. Außerhalb der Brutzeit (vom September bis April) wurden Wanderungen von höheren in niedrigere Zonen beobachtet. Im Winter kommen die Vögel bis in Höhenlagen von 1400 m hinab, im Sommer sind sie nicht unterhalb 3200 m anzutreffen.

## Fortpflanzungs- und Nahrungsverhalten
Über das Fortpflanzungs- und Nahrungsverhalten ist nichts bekannt. Jedoch könnte es dem der Felserddrossel ähnlich sein.

## Status
Die IUCN hat diese Art 2016 in der Kategorie „nicht gefährdet“ (least concern) in die Rote Liste aufgenommen. Sie ist örtlich häufig im östlichen Himalaya und auch in Dulongjiang in der chinesischen Provinz Yunnan ist die Walderddrossel weit verbreitet. Informationen über Gefährdungen liegen gegenwärtig nicht vor.